# Residenza dell'Arte dei Linaioli e Rigattieri
La Residenza dell'Arte dei Linaioli e Rigattieri è stata un edificio civile del centro storico di Firenze, situato in piazza Sant'Andrea angolo via dei Cavalieri, dove oggi si trova la metà meridionale di piazza della Repubblica.

## Storia e descrizione
La residenza dell'Arte dei Linaioli e Rigattieri nel popolo di Sant'Andrea risale almeno al 1387, quando è ricordato in un documento l'acquisto di una casa con fondachi dei da Castiglione in questo sito da parte dell'Ufficiale di Debito dell'Arte Jacopo di Ubaldino Fastelli. Per quasi un secolo procedettero lentamente i lavori di adeguamento di questo edificio, mentre i membri dell'arte si riunivano provvisoriamente in Sant'Andrea. Già nel 1413-1414 comunque la sede risultava agibile, col rinnovo del lastrico antistante l'edificio, il consolidamento delle pareti con archi poggianti su edifici sull'altro lato di via dei Cavalieri, e con una serie di opere in pietra eseguite da Andrea di Nofri, quali il portale con stemmi, un leone di San Marco (patrono dell'Arte) e due scudi dell'Arte per la facciata, dodici peducci per la volta della sala dell'Udienza, un tabernacolo e due finestre. Questi elementi lapidei vennero salvati dalle demolizioni e oggi si trovano divisi tra il lapidario del Museo di San Marco e il Museo Bardini.

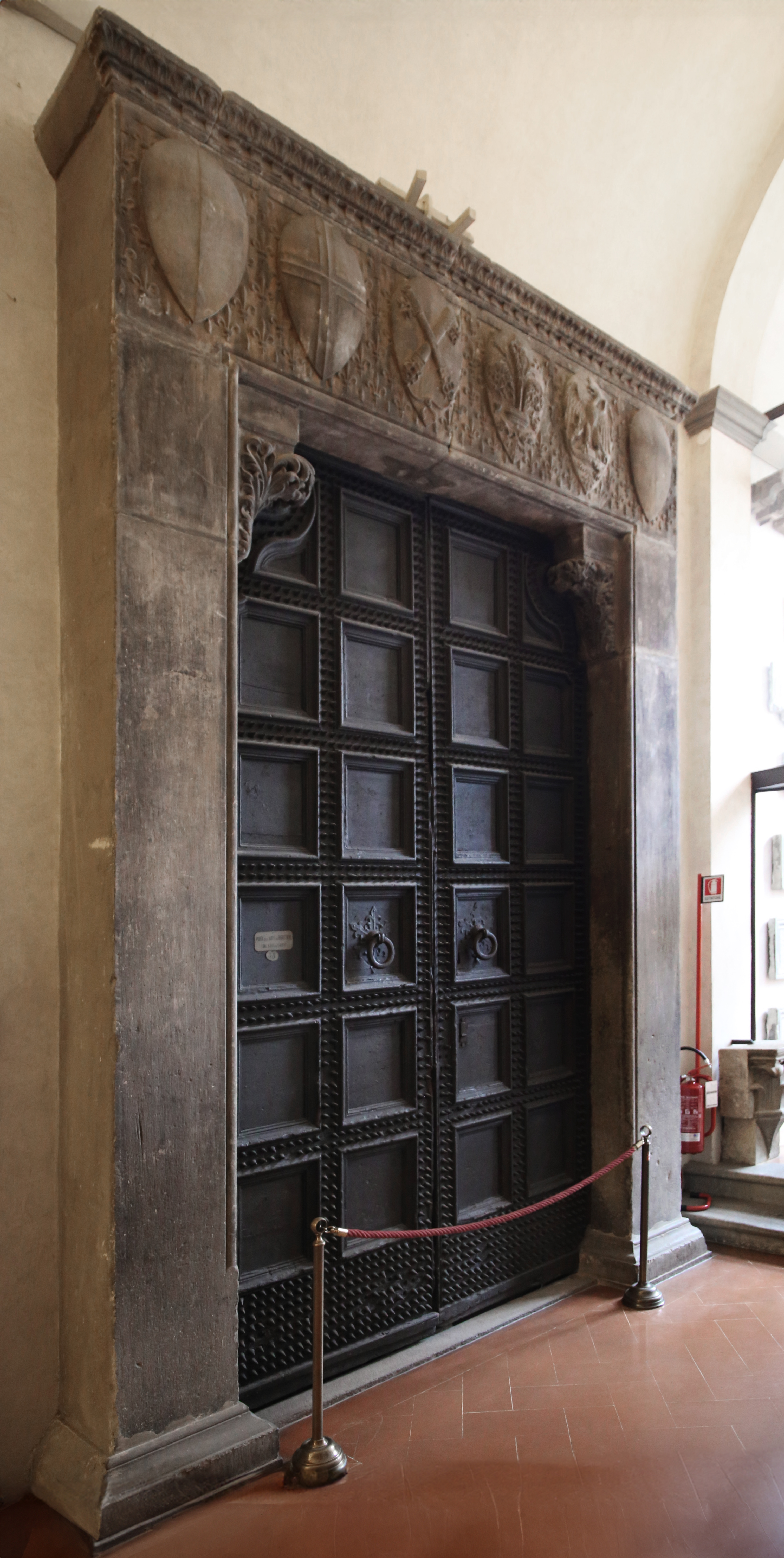
Il portale della Residenza dell'Arte dei Linaioli e Rigattieri, salvato per il Museo di San Marco

All'interno la sede era divisa in due vani al piano terra, con una grande sala dell'Udienza voltata e una saletta. La sala maggiore era decorata, dal 1433, dal tabernacolo dei Linaiuoli, scolpito da Simone di Nanni da Fiesole e Jacopo di Bartolomeo da Settignano su disegno di Lorenzo Ghiberti, e soprattutto con una tavola centinata e due ante mobili dipinte dal Beato Angelico. Questa grande opera oggi si trova esposta nel Museo di San Marco. Nella saletta invece si trovavano un fregio con stemmi dell'Arte e leoni di san Marco e un soffitto a travi dipinte, che pure si trovano in San Marco (del fregio resta solo qualche frammento). Perduti sono invece la tavola con San Marco di Giuliano di Michele e il tabernacolo di Andrea di Nofri che la conteneva (1415), un leone dipinto da Piero Chellini (1435) nella sala dei consoli, e uno affrescato sulla parete esterna orientale da Antonio di Cambino e Bettino (1415, visibile in una fotografia Baccani e in un rilievo di Corinto Corinti).
Al piano superiore esistevano alcune stanze di servizio. 

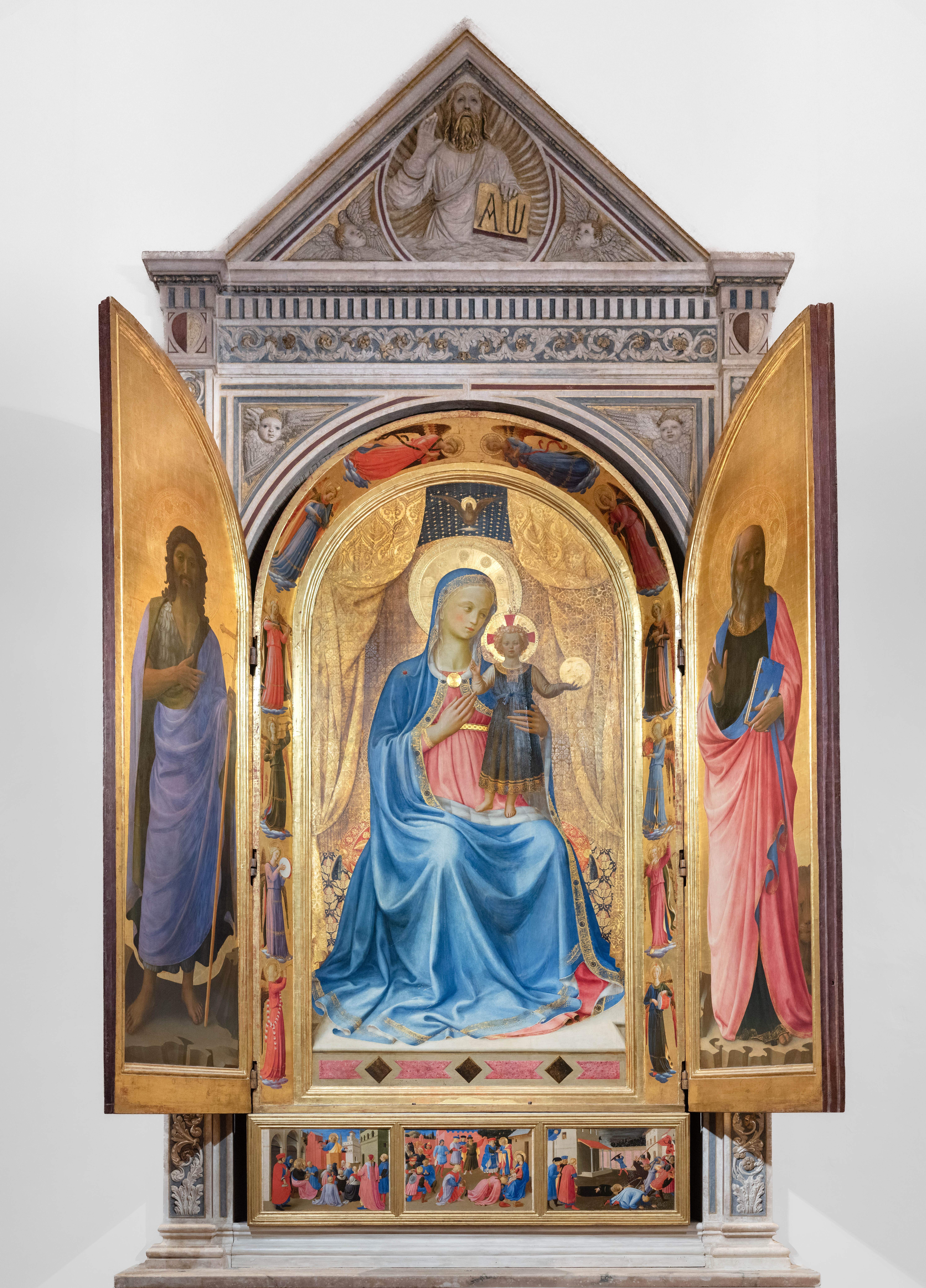
Il tabernacolo dei Linaiuoli

Dalla fine del XV secolo non si hanno più notizie della residenza come sede dell'Arte, ed è possibile che a seguito di una perdita di importanza di questa corporazione, essa decidesse di cedere l'edificio all'Arte della Lana, a cui apparteneva uno stemma visibile in facciata nelle fotografie poco prima della demolizione.
In ogni caso, nel 1529 ebbero qui sede gli Ufficiali dei Ribelli, magistratura che si occupava di vendere e gestire i beni confiscati ai fuorusciti fiorentini. Tuttavia nel 1534 gli Ufficiali si trasferirono nella Residenza dell'Arte dei Vinattieri, e i Linaiuoli, Rigattieri e Sarti riebbero la loro sede, che tennero fino al 1691, quando Cosimo III lì riunì nel palazzo dell'Arte dei Beccai, con ingresso dalla piazza dei Tre Re. La residenza venne invece data al lanaiolo Bendetto Giorgi, fornitore del sovrano.
Nel 1721 ebbe infine qui sede la Congregazione di San Giovanni Battista, che si occupava di assistenza ai poveri e bisognosi; la sede era concessa in comodato, come ribadito anche dopo la soppressione delle Arti nel 1770 e l'incamerazione dei loro beni da parte della nuova Camera di Commercio: in un documento del 1781 infatti questa nuova istituzione confermava l'uso gratuito concello alla Congregazione, purché si facesse carico di tutti i lavori di mantenimento.
L'edificio venne demolito con tutto l'isolato nel 1892, poiché questo spazio era stato destinato al raddoppio della piazza del Mercato Vecchio, poi detta di Vittorio Emanuele II (oggi piazza della Repubblica). Lo stesso Guido Carocci, che tanto si adoperò per salvare i reperti degli edifici antichi demoliti, constatò come la Residenza fosse insalvabile, poiché dopo la rimozione degli archi di sostegno e degli edifici circostanti essa era diventata pericolante.

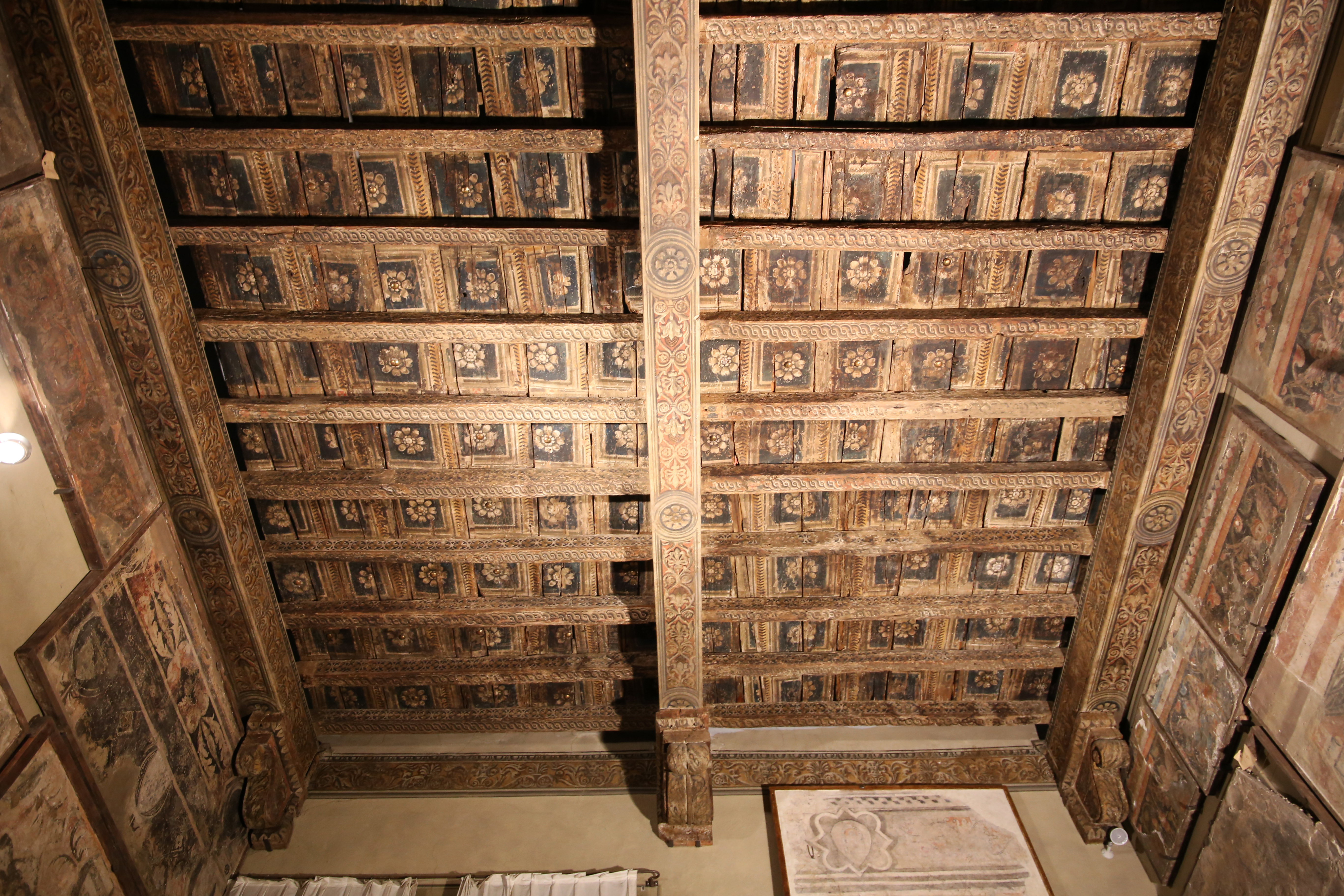
Soffitto dipinto da una sala attigua a quella dell'Udienza, 1450-1500 circa, oggi nel Museo di San Marco
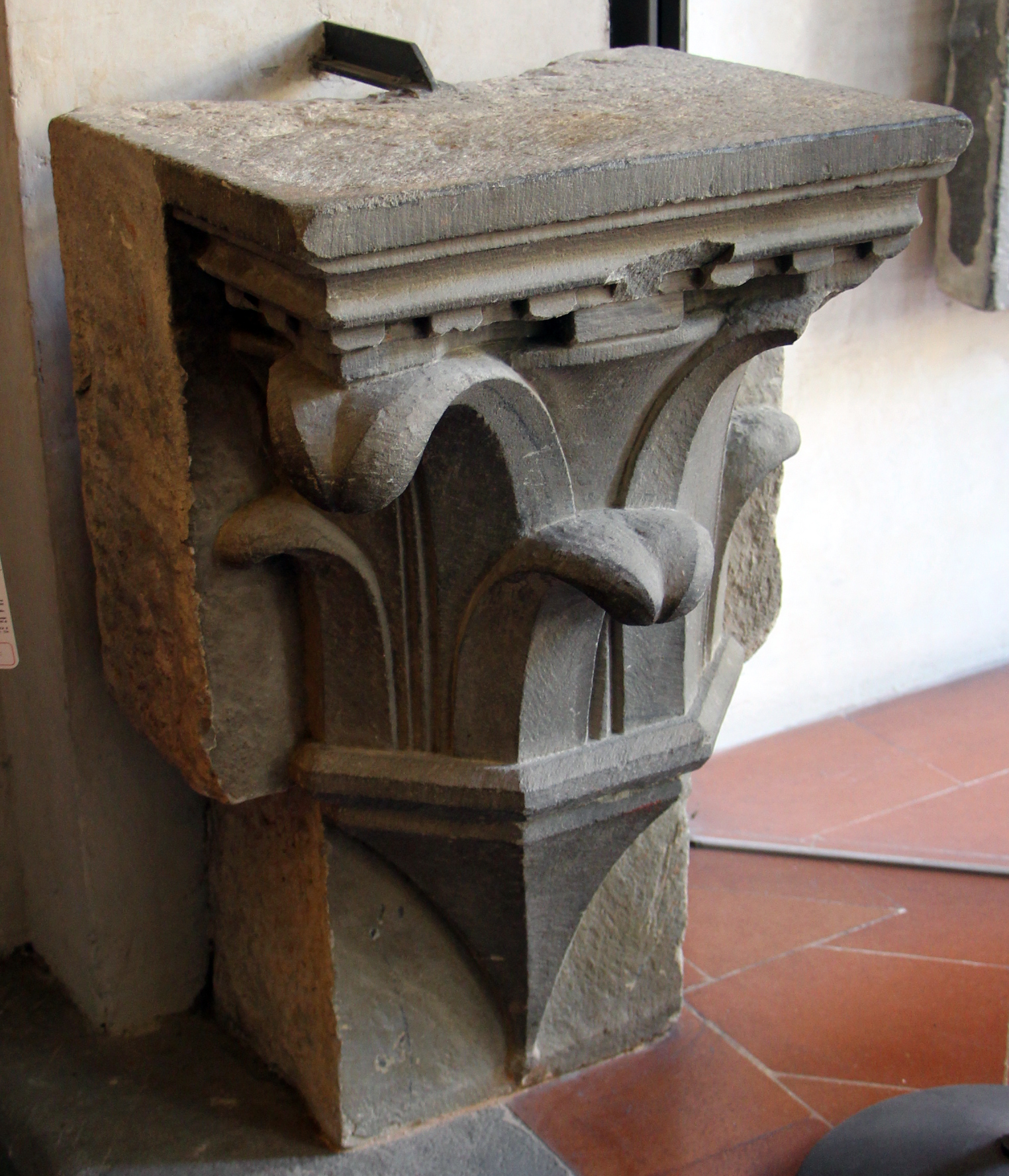
Peduccio dalla sala dell'Udienza, Museo di San Marco
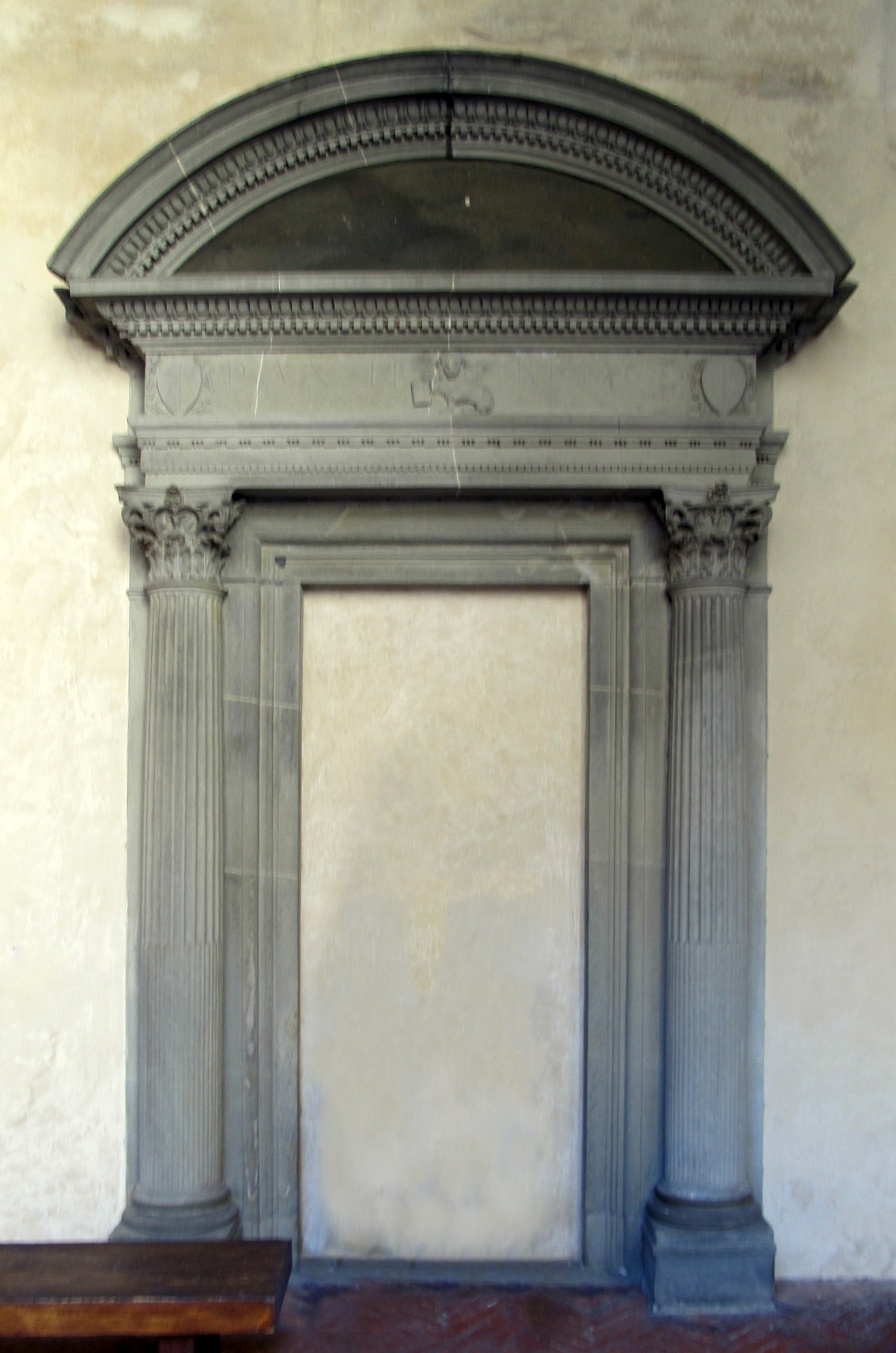
Portale, Museo del Bargello
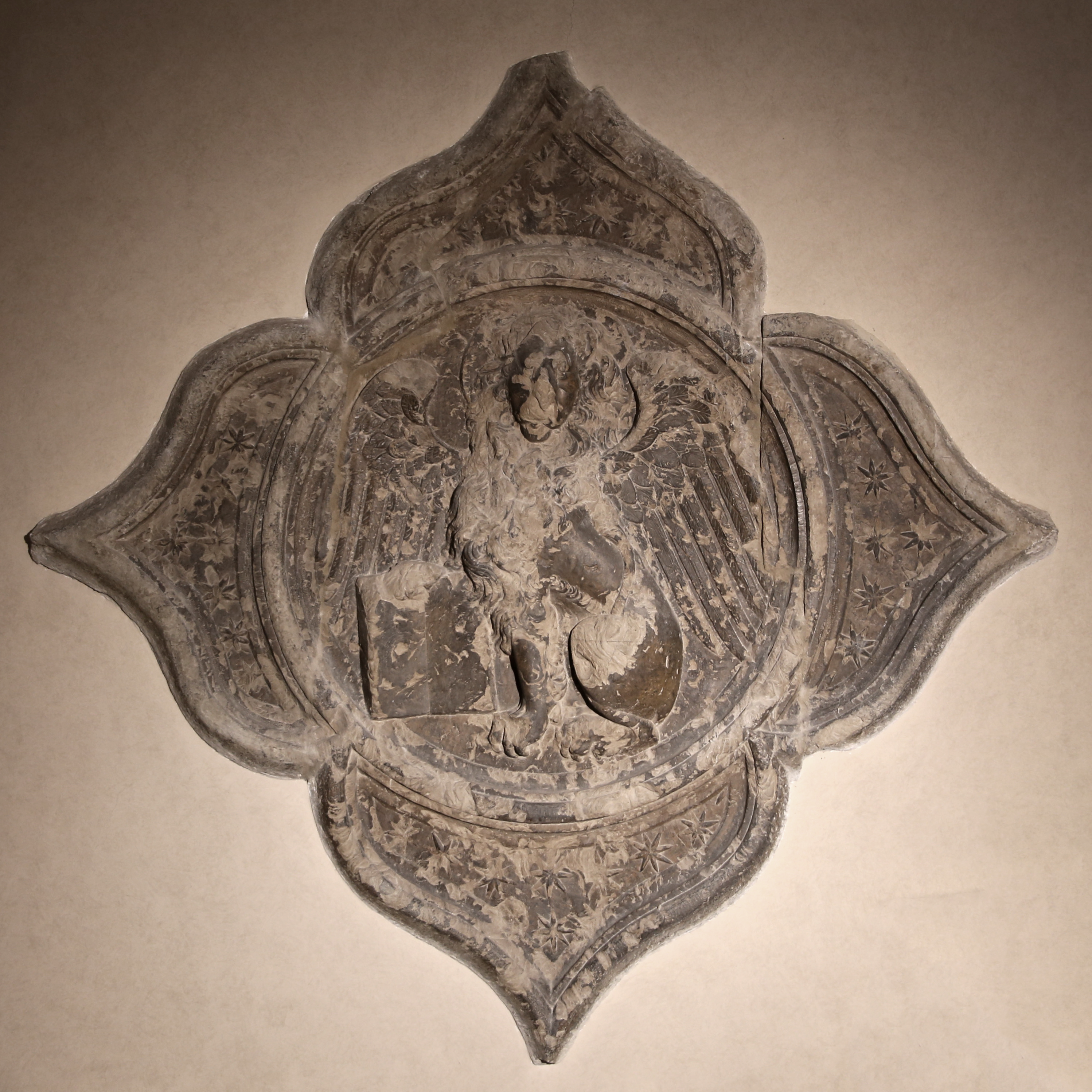
Stemma dell'Arte, Museo Bardini
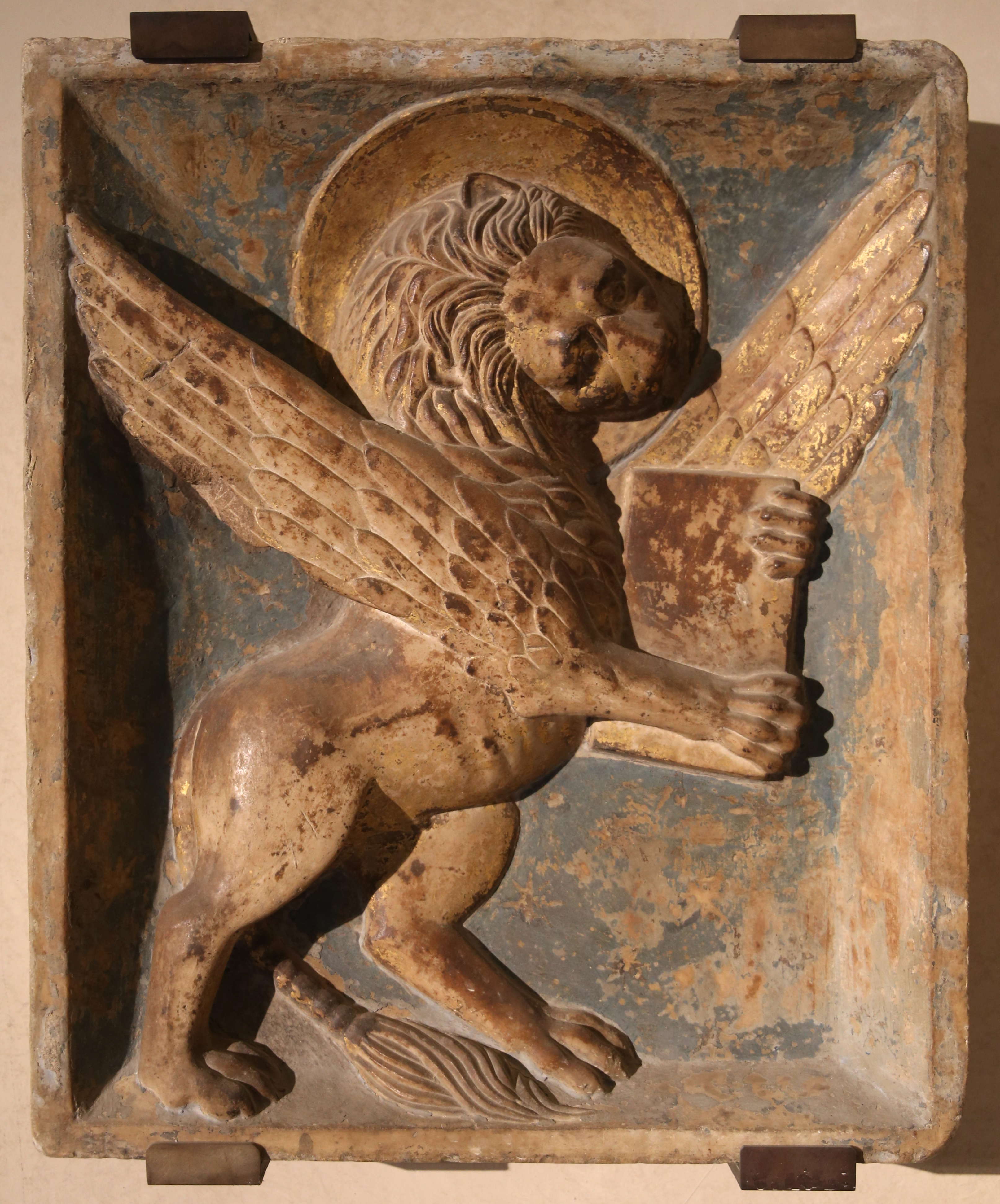
Rilievo con stemma dell'Arte, Museo Bardini
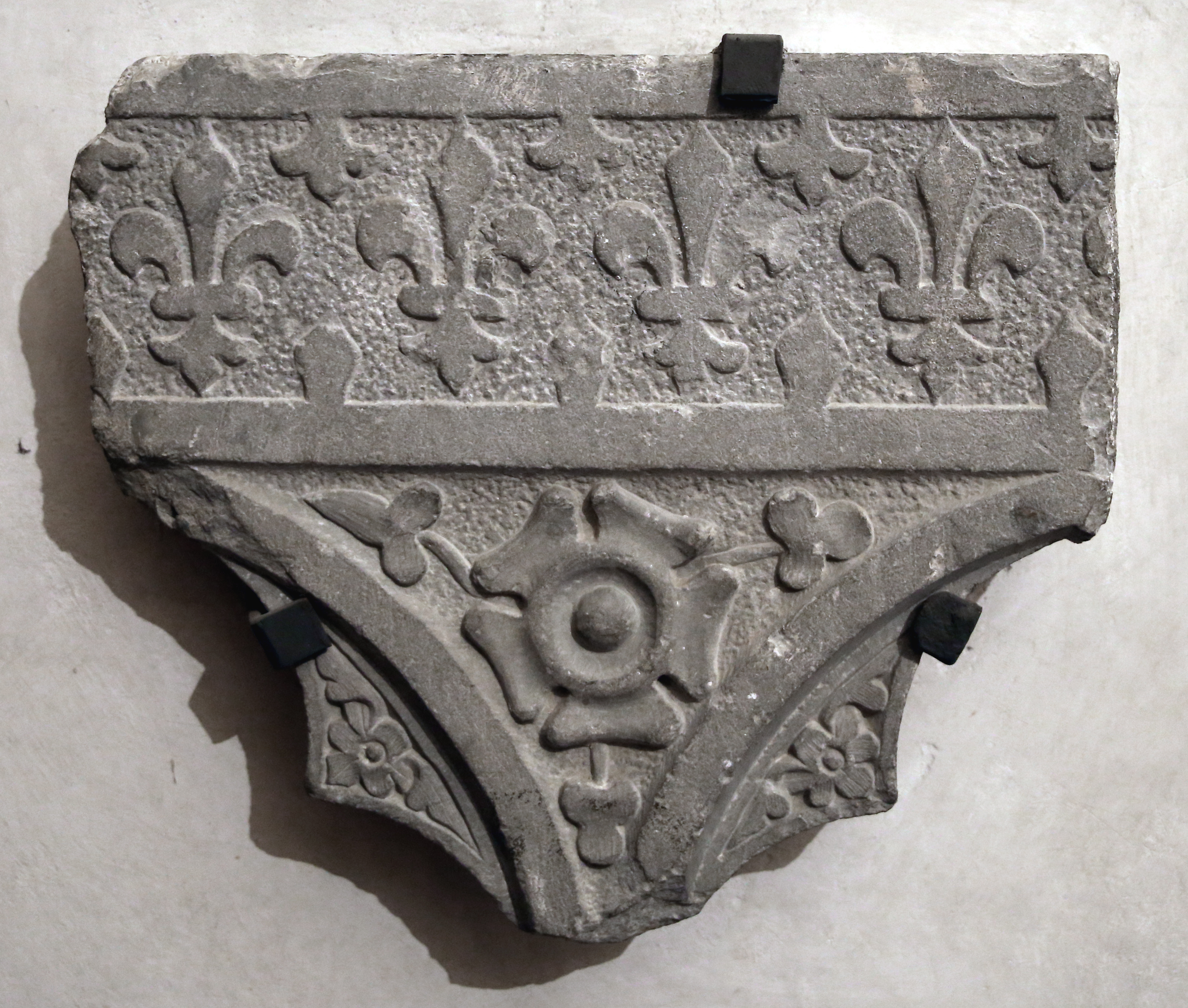
Rilievo decorativo, Museo di San Marco